# هيديهيرو سوغا
هيديهيرو سوغا (باليابانية: 須貝 英大) (مواليد 27 أكتوبر 1998) هو لاعب كرة قدم ياباني.

## وصلات خارجية
- هيديهيرو سوغا على موقع رابطة كرة القدم اليابانية للمحترفين (اليابانية)
- هيديهيرو سوغا على موقع قاعدة بيانات كرة القدم.إي يو (الإنجليزية)
- هيديهيرو سوغا على موقع Soccerway.com (الإنجليزية)
- هيديهيرو سوغا على موقع عالم كرة القدم.نت (الإنجليزية)